# Jean de Turckheim
Pour les articles homonymes, voir De Turckheim.
Jean de Turckheim est un noble et homme politique français né le 10 novembre 1749 à Strasbourg (Alsace) et mort le 28 janvier 1824 dans la même ville.

## Biographie
Le baron Jean de Turckheim, seigneur de Kalembourg ès Vosges, ancien ammeistre et membre de la chambre des Treize au magistrat de Strasbourg, sera député du Tiers état, bien que noble, aux État Généraux de 1789. Sur ce point il faut noter que deux nobles furent choisis en dehors de leur ordre par le Tiers état du bailliage de Haguenau Wissembourg, qui choisit le bailli de Flachslanden, et par la ville de Strasbourg, qui choisit le baron Jean de Turckheim 

Il est également député du tiers état à l'Assemblée nationale constituante du 8 avril au 24 novembre 1789.

## Sources
- « Jean de Turckheim », dans Adolphe Robert et Gaston Cougny, Dictionnaire des parlementaires français, Edgar Bourloton, 1889-1891 [détail de l’édition]